# Équipe de Finlande de football
Cet article traite de l'équipe masculine. Pour l'équipe féminine, voir Équipe de Finlande féminine de football.
Maillots
Actualités
L'équipe de Finlande de football est constituée par une sélection des meilleurs joueurs finlandais sous l'égide de l'Association finlandaise de football. L'équipe est surnommée Huuhkajat, les Hiboux grands-ducs, depuis l'irruption d'un de ces oiseaux au cours d'un match contre la Belgique le 6 juin 2007. La Finlande l'emporta 2-0, le hibou fut fait citoyen de l'année, et le surnom est resté.
Les matchs à domicile des Huuhkajat sont joués au Stade olympique d'Helsinki depuis 1938.
Le meilleur joueur finlandais de l'histoire est Jari Litmanen, qui a disputé 137 matchs et inscrit 32 buts internationaux.
L'actuel sélectionneur est Jacob Friis.

## Histoire
L'Association finlandaise de football est fondée en 1907 et devient membre de la FIFA en 1908. À l'époque, le pays fait encore partie de l'Empire russe.
L'équipe de Finlande de football dispute son premier match, le 22 octobre 1911, à Helsinki, face à la Suède et s'incline sur le score de 2-5. L'année suivante, la Finlande s'illustre au tournoi de football des Jeux olympiques de 1912 à Stockholm en se hissant à la 4e place, soit sa meilleure performance à ce jour[Quand ?] dans un tournoi olympique de football.
Les Finlandais disputent trois autres éditions du tournoi olympique de football en 1936, 1952 (en tant que pays organisateur) et 1980, où ils sont à chaque fois éliminés au 1er tour.
La Finlande participe pour la première fois à un tour préliminaire de Coupe du monde à l'occasion des éliminatoires à la Coupe du monde 1938. Forfait lors des qualifications pour la Coupe du monde 1950, elle dispute toutes les phases éliminatoires au Mondial depuis 1954 sans jamais atteindre la phase finale. Elle a un peu plus de réussite au Championnat d'Europe de football, puisque, si elle dispute toutes les phases de qualification depuis 1968 sans pouvoir accéder à la phase finale, elle obtient enfin sa qualification pour la phase finale grâce à sa victoire, le 15 novembre 2019, contre le Liechtenstein, 3 buts à 0.

### Après-guerre
Dans les années 1950, 60 et 70, la Finlande fait partie des nations les plus faibles en Europe. Son seul fait d'arme est une victoire face à l'équipe d´Espagne, le 25 juin 1969, lors du tour préliminaire à la Coupe du monde 1970.

### Une lente montée en puissance
À la fin des années 1970, les résultats de l'équipe finlandaise s'améliore. Elle rate la qualification pour l'Euro 1980 d'un point et celle pour le mondial 1986 de deux points. Alors qu'elle est invitée à disputer les Jeux olympiques d'été de 1980, en raison du boycott de nombreuses nations occidentales, elle n'arrive  àsortir de son groupe.

### Des qualifications proches pour les tournois internationaux
À partir du milieu des années 1990, les meilleurs joueurs finlandais s'exportent. Ils sont menés entre autres par la star de l'Ajax Amsterdam Jari Litmanen. En 1996, le Danois Richard Møller Nielsen, sélectionneur de l'équipe du Danemark vainqueur de l'Euro 1992, est engagé pour qualifier l'équipe pour son premier tournoi international. La campagne de qualification pour le mondial 1998 en France est mitigé. Elle fait match nul en Norvège et gagne en Suisse lors de l'avant-dernière journée, ce qui lui laisse son destin entre les mains. Elle reçoit alors la Hongrie deuxième au classement, avec un point d'avance. Les Finlandais ouvrent le score à l'heure de jeu, mais un but contre son camp de son gardien Teuvo Moilanen dans le temps additionnel met fin aux rêves finlandais. Lors des éliminatoires pour l'Euro 2000 elle réussit à battre la Turquie (3-1) sur ses terres, mais termine finalement troisième de son groupe.
Nielsen est remplacé par Antti Muurinen pour les qualifications pour la Coupe du monde 2002. La Finlande tombe sur l'Allemagne et d'Angleterre contre qui elle fait match nul à domicile (respectivement 2-2 et 0-0). Elle termine logiquement troisième de son groupe, devant le futur champion d'Europe grec.
Alors que ces résultats encourageants lui permettent d'accéder à la 30e place au classement FIFA et de penser à une qualification, la Finlande se rate lors des éliminatoires pour l'Euro 2004 et le Mondial 2006. Muurinen est remplacé en juin 2005 par Jyrki Heliskoski, puis l'Anglais Roy Hodgson.
Les éliminatoires pour l'Euro 2008 commencent bien avec une victoire en Pologne (3-1). Les Finlandais restent invaincus cinq matchs avant de céder en Azerbaïdjan (1-0) et face à la Serbie (0-2). Ces deux défaites seront les seules de la sélection finlandaise, qui termine quatrième, à trois points du Portugal deuxième du groupe.
L'Écossais Stuart Baxter remplace Hodgson pour les éliminatoires de la Coupe du monde 2010. La Finlande, avec une équipe rajeunie, termine une nouvelle fois proche de la qualification. Elle perd ses deux matchs contre la Russie tous deux sur le score de 3-0 et finit à quatre points de cette dernière, deuxième au classement.
Le 17 novembre 2010 marque le dernier match de Jari Litmanen en sélection face à Saint-Marin. Ce match, remporté 8-0, est la seconde plus large victoire de la sélection de son histoire et la plus importante en matches de qualification. Cette période consacre malgré tout la baisse de niveau de la sélection qui atteint, toujours en novembre, son plus bas classement dans le classement de la FIFA : 87e.
La Finlande finit ses éliminatoires successifs pour l'Euro 2012, le Mondial 2014 dans le groupe de la France (0-1; 0-3), l'Euro 2016 puis le Mondial 2018 sans espoir de qualification.

### Première qualification pour une compétition internationale
L'UEFA place, en octobre 2017, la Finlande dans la Ligue C de la première édition de la Ligue des nations. La Finlande obtient sa promotion en Ligue B pour l'édition 2020-2021 de Ligue des nations en terminant première de sa poule grâce à quatre victoires contre deux défaites, et assure sa présence en barrage de l'Euro.
Le 15 novembre 2019, grâce à sa victoire contre le Liechtenstein 3 buts à 0, l'équipe de Finlande se qualifie pour la première fois de son histoire pour l'Euro.
Plus tard à l'automne 2020, la deuxième édition de la Ligue des nations de l'UEFA a débuté et la Finlande a été tirée au sort dans le Groupe 4 avec le Pays de Galles, l'Irlande et la Bulgarie. Elle a battu l'Irlande et la Bulgarie à domicile et à l'extérieur, mais a perdu les deux matches contre le Pays de Galles et a terminé deuxième du groupe, manquant ainsi la promotion pour la Ligue A de la saison suivante.
Lors de cet Euro 2021, la Finlande est placée dans le groupe B et réussit son entrée en lice avec une victoire historique pour son baptême de l'air contre le Danemark qui évoluait à domicile (1-0), grâce à un but de Joel Pohjanpalo à l'heure de jeu et un arrêt décisif du gardien Lukáš Hrádecký sur le penalty de Pierre-Emile Højbjerg près d'un quart d'heure après, dans une rencontre marquée par le malaise cardiaque de Christian Eriksen à la 42e minute de jeu, ayant entraîné la suspension de la rencontre pendant plus de deux heures. Mais la sélection scandinave est ensuite défaite d'une courte tête par la Russie (0-1) malgré un but rapidement inscrit par Joel Pohjanpalo (3e minute) mais signalé ensuite hors-jeu de manière peu évidente, avant d'être battue une nouvelle fois par la Belgique (0-2) et ne réussit pas à terminer parmi les 4 meilleurs 3e de groupe pour accéder à la phase à élimination directe en raison d'une moins bonne différence de buts que l'Ukraine dernière équipe qualifiée (-2 contre -1 pour les Ukrainiens).

### Retour au niveau antérieur
La Finlande ne s'est pas qualifiée pour la Coupe du Monde de la FIFA 2022, même si Pukki a poursuivi sa série de buts avec 6 réalisations lors des éliminatoires. Versée dans le groupe D, avec la France, l'Ukraine, la Bosnie-Herzégovine et le Kazakhstan, la Finlande a terminé à la troisième place et a manqué le deuxième tour des barrages de qualification. Les défenseurs de longue date Jukka Raitala, Paulus Arajuuri et Joona Toivio ont annoncé leur retraite internationale après les qualifications.
Après avoir assuré sa place en Ligue des nations B, la Finlande a été tirée au sort dans le Groupe 3 de la Ligue B de la Ligue des nations de l'UEFA 2022-2023 avec la Bosnie, la Roumanie et le Monténégro. Avec un bilan médiocre de deux victoires, deux nuls et deux défaites, la Finlande a défendu sa place dans la Ligue B en tant que vice-championne du groupe, derrière la Bosnie-Herzégovine, vainqueur du groupe.
Après avoir réussi à se qualifier pour le tournoi européen précédent, l'équipe et le pays avaient de grands espoirs en entamant la campagne de qualification pour l'UEFA Euro 2024. La Finlande a commencé comme prévu par une défaite à l'extérieur contre le Danemark, mais a remporté les trois matchs suivants contre l'Irlande du Nord à l'extérieur en mars, et contre la Slovénie et Saint-Marin à domicile en juin, avec zéro but encaissé lors de ces trois matchs. Ils ont continué avec une victoire à l'extérieur contre le Kazakhstan en septembre, mais ont perdu les trois matchs suivants contre le Danemark à domicile, la Slovénie à l'extérieur et le Kazakhstan à domicile. La défaite choquante contre le Kazakhstan s'est produite avec deux buts encaissés en fin de match alors que la Finlande menait déjà 1-0. Cette défaite a également fait perdre à la Finlande la possibilité de se qualifier directement. La Finlande a terminé la campagne de qualification avec deux victoires lors des deux derniers matches, dont une victoire 4-0 sur l'Irlande du Nord à domicile en novembre, et a terminé troisième du groupe. En se classant parmi les meilleurs deuxièmes de la précédente Ligue des nations, et grâce à des résultats concordants dans d'autres matches, la Finlande s'est assurée une place dans les barrages de qualification pour l'UEFA Euro 2024. En mars 2024, lors du premier match décisif des barrages contre le Pays de Galles à l'extérieur, la Finlande a été détruite 4-1 et a été définitivement exclue du tournoi de l'UEFA Euro 2024.
Après une série de résultats médiocres et l'incapacité de l'équipe à tirer le meilleur parti de son potentiel, les spéculations ont commencé à porter sur la prolongation du contrat de Kanerva, qui arrivait bientôt à expiration. Cependant, au cours des sept années passées sous la direction de Kanerva, la Finlande s'est hissée dans le classement de la FIFA et, à l'été 2024, elle occupait la 63e place. Au cours des dernières années, Kanerva a procédé à une rénovation relativement importante de la liste des joueurs de l'équipe nationale. Il a réussi à intégrer de nouveaux joueurs de la jeune génération dans l'équipe, notamment Kaan Kairinen, Benjamin Källman, Oliver Antman, Daniel Håkans et Matti Peltola.
Le 17 juin 2024, après quelques commentaires ambigus du président de la Fédération finlandaise Ari Lahti, la Fédération a annoncé que Markku Kanerva continuerait à diriger l'équipe jusqu'à la fin des qualifications de la Coupe du monde de football 2026 et pour l'éventuel tournoi final. Les entraîneurs adjoints Mika Nurmela et Toni Korkeakunnas seraient remplacés par Jani Honkavaara et par les anciens joueurs de longue date de l'équipe nationale Teemu Tainio et Tim Sparv. Kanerva, avec son nouveau staff, a d'abord commencé à préparer l'équipe pour la Ligue B de la Ligue des nations de l'UEFA 2024-2025, où la Finlande affronterait l'Angleterre, l'Irlande et la Grèce dans le Groupe 2, à partir de septembre. La Finlande a perdu les deux matchs contre la Grèce et l'Angleterre avec des performances apathiques, ce qui a signalé à l'extérieur que Kanerva n'avait plus grand-chose à donner à cette équipe, Selon Helsingin Sanomat, Kanerva n'est qu'un dirigeant fantoche de l'équipe nationale jusqu'à ce que la saison 2024 de Veikkausliiga soit terminée et qu'un entraîneur adjoint actuel, Jani Honkavaara, également manager actuel du club de Veikkausliiga KuPS, puisse être nommé seul entraîneur principal de l'équipe nationale, qui aurait ensuite décliné l'offre d'emploi. Il y a également un conflit d'intérêt avec le président de la Fédération finlandaise de football, Ari Lahti, qui est également propriétaire de KuPS,. La Finlande a terminé la campagne de la Ligue des Nations à la dernière place du groupe après six défaites, avec une différence de buts de 2-13, et a été reléguée directement en Ligue C. Le 22 novembre, le conseil d'administration de la fédération finlandaise a libéré l'entraîneur Kanerva de son contrat.
Le 20 janvier 2025, la Fédération finlandaise a annoncé que l'entraîneur danois Jacob Friis était nommé à la tête de l'équipe nationale de Finlande, pour un contrat de trois ans avec une option pour l'éventuelle phase finale de l'UEFA Euro 2028.

## Résultats
Malgré quelques joueurs de réputation internationale comme Jari Litmanen, Sami Hyypiä et Teemu Tainio, la Finlande n'est jamais parvenue à se qualifier pour une phase finale d'une compétition majeure de football. Il aura fallu attendre l'Euro 2020 pour voir la Finlande dans une compétition majeure de football.

### Parcours enCoupe du monde
La Coupe du monde de football de 1938 est la première édition de Coupe du monde de football à laquelle est inscrite les représentants de la Finlande. La sélection dispute sa première rencontre de qualification à une Coupe du monde le 16 juin 1937 face à ses voisins suédois dans une défaite de 4 à 0. La sélection n'a pour l'instant jamais réussi à se qualifier pour une phase finale de la Coupe du monde.
| Année | Position                |      | Année         | Position |                       | Année | Position |
| 1930  | Non inscrite            | 1974 | Non qualifiée | 2010     | Non qualifiée         |       |          |
| 1934  | Non inscrite            | 1978 | Non qualifiée | 2014     | Non qualifiée         |       |          |
| 1938  | Non qualifiée           | 1982 | Non qualifiée | 2018     | Non qualifiée         |       |          |
| 1950  | Non qualifiée (Forfait) | 1986 | Non qualifiée | 2022     | Non qualifiée         |       |          |
| 1954  | Non qualifiée           | 1990 | Non qualifiée | 2026     | Éliminatoire en cours |       |          |
| 1958  | Non qualifiée           | 1994 | Non qualifiée | 2030     | À venir               |       |          |
| 1962  | Non qualifiée           | 1998 | Non qualifiée | 2034     | À venir               |       |          |
| 1966  | Non qualifiée           | 2002 | Non qualifiée |          |                       |       |          |
| 1970  | Non qualifiée           | 2006 | Non qualifiée |          |                       |       |          |

### Parcours enChampionnat d'Europe
Le Championnat d'Europe de football 1968 est la première édition du Championnat d'Europe de football à laquelle est inscrite les représentants de la Finlande. La sélection dispute sa première rencontre de qualification à une Coupe du monde le 2 octobre 1966 face à la sélection de l'Autriche dans une nulle de 0 à 0. L'Euro 2020 est la première grande compétition internationale dont la sélection dispute la phase finale, mais elle s'arrête au 1er tour.
| Année | Position      |      | Année         | Position |               | Année | Position |
| 1960  | Non inscrite  | 1988 | Non qualifiée | 2016     | Non qualifiée |       |          |
| 1964  | Non inscrite  | 1992 | Non qualifiée | 2020     | 1er tour      |       |          |
| 1968  | Non qualifiée | 1996 | Non qualifiée | 2024     | Non qualifiée |       |          |
| 1972  | Non qualifiée | 2000 | Non qualifiée | 2028     | À venir       |       |          |
| 1976  | Non qualifiée | 2004 | Non qualifiée | 2032     | À venir       |       |          |
| 1980  | Non qualifiée | 2008 | Non qualifiée |          |               |       |          |
| 1984  | Non qualifiée | 2012 | Non qualifiée |          |               |       |          |

### Parcours enLigue des nations de l'UEFA
| Édition   | Ligue | Phase de Groupe | Phase de Groupe | Phase de Groupe | Phase de Groupe | Phase de Groupe | Phase de Groupe | Phase de Groupe | Phase finale | Phase finale | Phase finale | Phase finale | Phase finale | Phase finale | Phase finale | Phase finale |
| Édition   | Ligue | Class.          | M               | V               | N               | D               | bp              | bc              | Pays hôte    | Résultat     | M            | V            | N            | D            | bp           | bc           |
| --------- | ----- | --------------- | --------------- | --------------- | --------------- | --------------- | --------------- | --------------- | ------------ | ------------ | ------------ | ------------ | ------------ | ------------ | ------------ | ------------ |
| 2018-2019 | C     | 1/4             | 6               | 4               | 0               | 2               | 5               | 3               | 2019         | Inéligible   | Inéligible   | Inéligible   | Inéligible   | Inéligible   | Inéligible   | Inéligible   |
| 2020-2021 | B     | 2/4             | 6               | 4               | 0               | 2               | 7               | 5               | 2021         | Inéligible   | Inéligible   | Inéligible   | Inéligible   | Inéligible   | Inéligible   | Inéligible   |
| 2022-2023 | B     | 2/4             | 6               | 2               | 2               | 2               | 8               | 7               | 2023         | Inéligible   | Inéligible   | Inéligible   | Inéligible   | Inéligible   | Inéligible   | Inéligible   |
| 2024-2025 | B     | 4/4             | 6               | 0               | 0               | 6               | 2               | 13              | 2025         | Inéligible   | Inéligible   | Inéligible   | Inéligible   | Inéligible   | Inéligible   | Inéligible   |
| Total     | Total | Total           | 24              | 10              | 2               | 12              | 22              | 28              | Total        | Total        | 0            | 0            | 0            | 0            | 0            | 0            |

### Trophées divers (tournois amicaux)
L'équipe de Finlande, bien qu'elle n'ait jamais participé à des tournois majeurs, a remporté plusieurs compétitions amicales. Elle participe à plusieurs reprises au championnat nordique, où elle fait sa première apparition en 1929, lors de la deuxième édition du tournoi. Elle remporte la coupe à une reprise, en 2000-2001, termine troisième en 1963-1967 et onze fois à la quatrième place. Elle participe pour la première fois à la coupe baltique de football en 2012, où elle termine deuxième. Elle finit troisième à l'édition suivante, en 2014, l'édition de 2013 étant annulé. Les Huuhkajat remporte également le Tournoi international de Chypre en 2005, en plus d'arriver troisième du groupe A en 2006, ils remportent également la Coupe de Lahti en 1981 et la Coupe Baltique en 1993. La sélection finlandaise est également invitée à participer à la Coupe du Premier Ministre de Bahreïn en janvier 2002, et en 2004, ils finirent respectivement vainqueur et finaliste.
L'équipe olympique remporte également la Coupe Bach Viet en 2006.
| Championnat nordique de football                                                    |
| ----------------------------------------------------------------------------------- |
| - Championnat nordique de football : - Vainqueur : 2000-2001 - 3e place : 1964-1967 |
| Coupe baltique de football                                                          |
| - Coupe baltique de football - Finaliste : 2012 - 3e place : 2014                   |
| Tournoi international de Chypre                                                     |
| - Tournoi international de Chypre - Vainqueur : 2005 - 3e place : 2006 groupe A     |
| Coupe de Lahti                                                                      |
| - Coupe de Lahti - Vainqueur : 1981                                                 |
| Coupe Baltique                                                                      |
| - Coupe Baltique - Vainqueur : 1993                                                 |
| Coupe du Premier Ministre de Bahreïn                                                |
| - Coupe du Premier Ministre de Bahreïn - Vainqueur : 2002 - Finaliste : 2004        |

## Stades
La plupart des matches à domicile sont joués au stade olympique d'Helsinki dans la capitale. Il demeure aujourd'hui le principal stade du pays depuis sa construction en 1938.
Par ailleurs, certains matches de qualification ou amicaux contre des équipes moins renommées sont disputés au stade Ratina à Tampere, le stade ayant été rénové en 2004. Le Finnair stadium d'Helsinki, qui possède un gazon artificiel, est également utilisé à l'occasion.

## Records individuels
| Rang | Sélections | Joueur            | Carrière  | Buts |
| ---- | ---------- | ----------------- | --------- | ---- |
| 1    | 137        | Jari Litmanen     | 1989-2010 | 32   |
| 2    | 127        | Teemu Pukki       | 2009-     | 42   |
| 3    | 106        | Jonatan Johansson | 1996-2010 | 22   |
| 4    | 106        | Sami Hyypiä       | 1992-2010 | 5    |
| 5    | 100        | Ari Hjelm         | 1983-1996 | 20   |
| 6    | 99         | Joonas Kolkka     | 1994-2010 | 11   |
| 7    | 98         | Lukáš Hrádecký    | 2010-     | 0    |
| 8    | 87         | Mikael Forssell   | 1999-2014 | 29   |
| 9    | 84         | Tim Sparv         | 2009-2021 | 1    |
| 9    | 84         | Erkka Petäjä      | 1983-1994 | 0    |

| Rang | Buts | Joueur            | Carrière  | Sélections | Ratio |
| ---- | ---- | ----------------- | --------- | ---------- | ----- |
| 1    | 42   | Teemu Pukki       | 2009-     | 125        | 0,34  |
| 2    | 32   | Jari Litmanen     | 1989-2010 | 137        | 0,23  |
| 3    | 29   | Mikael Forssell   | 1999-2014 | 87         | 0,33  |
| 4    | 21   | Jonatan Johansson | 1996-2010 | 106        | 0,21  |
| 5    | 20   | Ari Hjelm         | 1983-1996 | 100        | 0,2   |
| 6    | 18   | Mixu Paatelainen  | 1986-2000 | 70         | 0,23  |
| 7    | 17   | Verner Eklöf      | 1919-1927 | 32         | 0,53  |
| 8    | 16   | Aulis Koponen     | 1924-1935 | 39         | 0,41  |
| 8    | 16   | Gunnar Åström     | 1923-1937 | 44         | 0,36  |
| 8    | 16   | Joel Pohjanpalo   | 2012-     | 75         | 0,21  |

Les joueurs en gras sont encore en activité.

## Sélectionneurs
Les sélectionneurs en italique ont assuré l'intérim.
Mis à jour le 19 juin 2025.
| Sélectionneur          | Période             | Matchs | Gagnés | Nuls | Perdus | %Gagnés |
| ---------------------- | ------------------- | ------ | ------ | ---- | ------ | ------- |
| Aucun                  | 1911-1921           | 17     | 6      | 2    | 9      | 35,29   |
| Jarl Öhman             | 1922                | 4      | 1      | 0    | 3      | 25      |
| Aucun                  | 1923-1935           | 77     | 22     | 12   | 43     | 28,57   |
| Ferdinand Fabra        | 1936-1937           | 8      | 1      | 1    | 6      | 12,5    |
| Aucun                  | 1937-1938           | 9      | 3      | 0    | 6      | 33,33   |
| Gábor Obitz            | 1939                | 6      | 1      | 0    | 5      | 16,67   |
| Aucun                  | 1939-1943           | 7      | 0      | 1    | 6      | 0       |
| Axel Mårtensson        | 1945                | 2      | 0      | 0    | 2      | 0       |
| Niilo Tammisalo        | 1946                | 3      | 0      | 0    | 3      | 0       |
| Aatos Lehtonen         | 1947-1955           | 51     | 7      | 9    | 35     | 13,73   |
| Kurt Weinreich         | 1955-1958           | 23     | 3      | 1    | 19     | 13,04   |
| Aatos Lehtonen         | 1959-1961           | 19     | 3      | 0    | 16     | 15,79   |
| Olavi Laaksonen        | 1962-1974           | 91     | 16     | 21   | 54     | 17,58   |
| Martti Kosma           | 1975                | 2      | 0      | 1    | 1      | 0       |
| Aulis Rytkönen         | 1975-1978           | 30     | 8      | 4    | 18     | 26,67   |
| Esko Malm              | 1979-1981           | 27     | 4      | 6    | 17     | 14,81   |
| Martti Kuusela         | 1982-1987           | 53     | 9      | 11   | 33     | 16,98   |
| Jukka Vakkila          | 1988-1992           | 48     | 7      | 21   | 20     | 14,58   |
| Tommy Lindholm         | 1993-1994           | 25     | 5      | 7    | 13     | 20      |
| Jukka Ikäläinen        | 1994-1996           | 21     | 7      | 4    | 10     | 33,33   |
| Richard Møller Nielsen | 1996-1999           | 34     | 9      | 12   | 13     | 26,47   |
| Antti Muurinen         | 2000-2005           | 72     | 34     | 12   | 26     | 47,22   |
| Jyrki Heliskoski       | 2005                | 6      | 2      | 2    | 2      | 33,33   |
| Roy Hodgson            | 2006-2007           | 22     | 6      | 11   | 5      | 27,27   |
| Stuart Baxter          | 2008-2010           | 31     | 8      | 6    | 17     | 25,81   |
| Olli Huttunen          | 2010                | 1      | 1      | 0    | 0      | 100     |
| Markku Kanerva         | 2011                | 2      | 0      | 1    | 1      | 0       |
| Mixu Paatelainen       | 2011-2015           | 45     | 17     | 11   | 17     | 37,78   |
| Markku Kanerva         | 2015                | 4      | 2      | 2    | 0      | 50      |
| Hans Backe             | 2016                | 11     | 0      | 2    | 9      | 0       |
| Markku Kanerva         | déc. 2016-nov. 2024 | 77     | 32     | 10   | 35     | 41,55   |
| Jacob Friis            | depuis jan. 2025    | 4      | 2      | 1    | 1      | 50      |

### Classement FIFA
La Finlande atteint son meilleur classement FIFA en mars 2007 en atteignant la 33e place. La 96e place obtenue en septembre 2012 représente le classement le plus bas jamais atteint par la sélection.
| Année              | 1993 | 1994 | 1995 | 1996 | 1997 | 1998 | 1999 | 2000 | 2001 | 2002 | 2003 | 2004 | 2005 | 2006 | 2007 | 2008 | 2009 | 2010 | 2011 | 2012 | 2013 | 2014 | 2015 | 2016 | 2017 | 2018 | 2019 | 2020 | 2021 | 2022 | 2023 | 2024 |
| ------------------ | ---- | ---- | ---- | ---- | ---- | ---- | ---- | ---- | ---- | ---- | ---- | ---- | ---- | ---- | ---- | ---- | ---- | ---- | ---- | ---- | ---- | ---- | ---- | ---- | ---- | ---- | ---- | ---- | ---- | ---- | ---- | ---- |
| Classement mondial | 45   | 38   | 44   | 79   | 60   | 55   | 56   | 59   | 46   | 43   | 40   | 43   | 46   | 52   | 36   | 55   | 55   | 83   | 86   | 83   | 64   | 70   | 43   | 94   | 66   | 58   | 58   | 54   | 58   | 56   | 59   | 69   |

| Légende du classement mondial : | de 1 à 40 | de 41 à 80 | de 81 à 120 |